# لیتنهایم
لیتنهایم (به فرانسوی: Leutenheim) یک کمون در فرانسه با جمعیت ۸۴۶ نفر است که در Canton of Bischwiller واقع شده‌است.